# نشانگان میوزی تنش
نشانگان می‌وزی تنش (به انگلیسی: Tension myositis syndrome)، که همچنین به عنوان سندرم می‌وزی-عصبی تنش یا سندرم ذهنی-بدنی شناخته می‌شود، نامی است که جان ای. سارنو به بیماری روان‌زای علائم اسکلتی- عضلانی و عصبی، به ویژه کمردرد داده‌است. سارنو نشانگان می‌وزی تنش را در چهار کتاب توصیف کرد و اظهار داشت که این بیماری ممکن است در دیگر اختلال‌های درد نیز دخیل باشد. پروتکل درمانی نشانگان می‌وزی تنش شامل آموزش، نوشتن دربارهٔ مسائل عاطفی، از سرگیری سبک زندگی عادی و برای برخی بیماران، جلسات حمایتی و/یا روان‌درمانی است. در سال ۲۰۰۷، دیوید شچتر (دکتر پزشکی و دانشجوی پیشین و دستیار پژوهشی Sarno's) یک مطالعه بررسی‌شده دربارهٔ درمان نشانگان می‌وزی تنش در مجله «درمان‌های جایگزین در سلامت و پزشکی» منتشر کرد که میزان موفقیت ۵۴٪ را برای کمردرد مزمن نشان داد. از نظر اهمیت آماری و میزان موفقیت، این مطالعه از مطالعات مشابه دیگر مداخله‌های روان‌شناختی برای کمردرد مزمن بهتر عمل کرد.